# Savio

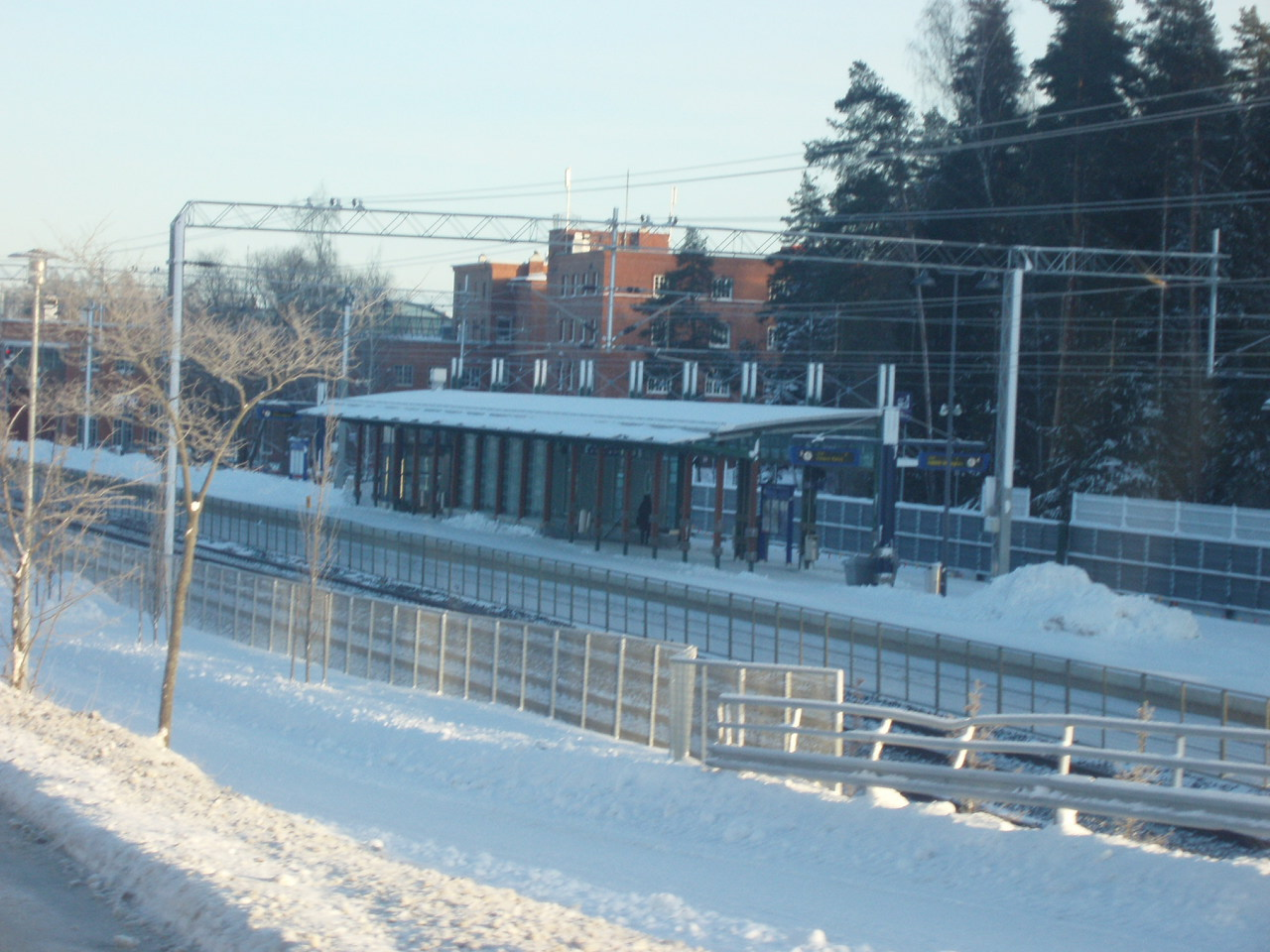
Savio järnvägsstation

Savio är en stadsdel i Helsingforsförstaden Kervo, med nårtågsstation längs Stambanan, och med mer än 5900 invånare (2014). Där ligger också Savio järnvägstunnel.